# Rezerwat Zarafszański
Rezerwat Zarafszański (uzb. Zarafshon davlat qoʻriqxonasi) – rezerwat przyrody położony we wschodnim Uzbekistanie, w dolinie rzeki Zarafszan w południowo-wschodniej części wilajetu samarkandzkiego. Głównym celem jego utworzenia była ochrona występującej w nim odmiany lasu łęgowego, tzw. tugaju.

## Warunki naturalne
Rezerwat Zarafszański rozciąga się od wzgórza Chapan-Ata w górę rzeki Zarafszan, wzdłuż jej prawego brzegu. Składa się z dwóch części, oddalonych od siebie o około 300 m. Ich szerokość wynosi 100–140 m, przeciętna długość – 47 km. Najpospolitsze są gleby aluwialne. Najpospolitsze drzewa w rezerwacie to topole z gatunków Populus pruinosa i topola eufracka (P. euphratica) oraz wierzby: Salix wilhelmsiana i Salix songorica. Wśród krzewów dominuje słonisz srebrzysty (Halimodendron halodendron).

## Fauna
W rezerwacie odnotowano 24 gatunki ssaków, w tym jelenie szlachetne (Cervus elaphus; reintrodukowane na teren rezerwatu w 2007), 10 gatunków gadów, 2 gatunki płazów i blisko 18 gatunków ryb. W rezerwacie stwierdzono 218 gatunków ptaków. BirdLife International od 2008 roku uznaje rezerwat za ostoję ptaków IBA. Do gatunków, które zaważyły o uznaniu rezerwatu za ostoję, należą: dzięcioł białoskrzydły (Dendrocopos leucopterus), kraska zwyczajna (Coracias garrulus), orlik grubodzioby (Clanga clanga), syczek arabski (Otus brucei), ślepowron zwyczajny (Nycticorax nycticorax), lelek egipski (Caprimulgus aegyptius) i trznadel rudogłowy (Granativora bruniceps). Jednym z celów utworzenia rezerwatu była ochrona podgatunku bażantów zwyczajnych Phasianus colchicus zerafschanicus.